# رواسجان (آذغان)
رواسجان (بالفارسية: رواسجان) هي منطقة سكنية تقع في إيران في قسم آذغان الریفي. يقدر عدد سكانها بـ 866 نسمة .